# Brudpäll
Brudpäll är en slags baldakin som hålls över ett brudpar då brudmässa utförs, ibland även under bröllopsmåltiden.
Många teorier har försökt förklara bruket av brudpäll, men den vanligaste är att brudpällen liksom slöjan varit ett tecken på blygsamhet. I Sverige började brudpällen försvinna på 1700-talet samtidigt som brudslöjan infördes, men var i allmogemiljö vanlig in på 1900-talet. Att "gå under pällen" var ett annat uttryck för giftermål.